# 多摩境駅
多摩境駅（たまさかいえき）は、東京都町田市小山ヶ丘三丁目にある、京王電鉄相模原線の駅である。京王相模原管区所属。駅番号はKO44。
京王電鉄の駅で唯一町田市に所在する。また、2024年（令和6年）現在、京王電鉄で最も新しい駅でもある。

## 歴史

### 年表
- 1991年（平成3年）4月6日：開設[1][2]。通勤快速（現・区間急行）の停車駅となる。
- 1992年（平成4年）5月28日：快速の停車駅となる。
- 1997年（平成9年）5月：西口駅前広場使用開始。
- 2002年（平成14年）3月19日：駅構内エレベーターが使用開始[3]。
- 2013年（平成25年）2月22日：通勤快速が区間急行へ改称。
- 2017年（平成29年）4月28日：西口駅前広場エレベーター使用開始[4]。

### 駅開設までの経緯
当時の京王帝都電鉄は、京王多摩センター駅 - 橋本駅間延伸に際し、由木平駅（現・南大沢駅）のみを開設することを計画していた。しかし、由木平駅 - 橋本駅間線路経由ルートが900m程度町田市内を通過することから、1982年（昭和57年）に町田市長が「町田市内駅」新設を要望し、1983年（昭和58年）1月14日、京王帝都と町田市の話し合いが行われた。
この席上で京王は「延伸時、中間駅は由木平駅のみ開設する。トンネル（現・南大沢トンネル）を出た所に土工区間があるが、この区域は、多摩ニュータウン事業認可未了区域であり、この地に駅を設置するとなると、ニュータウン鉄道新線建設という性格から外れることから、京王側が350億円も支出しなければならない」「ニュータウンの開発事業区域となれば、駅舎建設費15億円で済むことから、小山駅（当駅のことを指す）開設の可能性はある」と表明し、場合によっては駅開設もあり得るとした。
これに対し、町田市は、1983年（昭和58年）5月の町田市議会で、「鉄道事業者（京王）の責任において小山駅を開設すること。相模原線開通時に小山駅を開設すること」という決議をし、その後1985年（昭和60年）5月30日、東京都南多摩開発計画会議で、多摩ニュータウン土地区画整理事業地区内の駅として開設が決定した。ただし、費用負担については別に協議することが相原・小山地区開発協議会の中で整理された。
なお、町田市議会決議では、路線開通時に駅開設となっていた。しかし、駅開設が南大沢駅 - 橋本駅間延伸の翌年となっている。これは、京王では相模原線をニュータウン新線として建設したことに起因する。ニュータウン鉄道等整備事業費補助制度では建設費補助対象がニュータウン事業区域から出て1駅目までに限られており、ニュータウン外にある当駅を最初から設置した場合、多摩境駅 - 橋本駅間を補助金無しで建設することとなる。そのため、当初は当駅をあえて設置せずに、橋本駅まで一気に建設・開通させ、当駅は遅れての開設となった。当時の京王相模原線経営採算性を加味して、地元からの請願駅として位置付けられており、京王側の負担を極力抑えている。

### 駅名の由来
多摩ニュータウンの境であること、東京都（多摩）と神奈川県（相模）の境であること、駅近くに境川が流れていることから、「多摩境」となる。なお、当地は一時期「堺村」に属した。
駅開設当時の所在地名の「小山町」から「京王小山」にすべき等と、駅名決定までもめた経緯がある。こうした経緯から、計画当時に策定された西口広場に通じるアクセス道路は町田都市計画道路3・4・45号京王小山駅西口線として整備された。その後、多摩ニュータウンにおける町田市域の土地区画整理事業地区としての街開きが行われた際、当該地の地名が「小山ヶ丘」に改められた。

## 駅構造
相対式ホーム2面2線を有する地上駅。橋上駅舎を備える。南大沢寄りは掘割となっており、南大沢トンネルに通じている。橋本寄りは高架である。駅開業時から駅構内にエスカレーターは設置されていたが、駅構内エレベーターは開設から11年後の2002年（平成14年）に新設された。
1997年（平成9年）に整備された西口ロータリーの人工地盤直下はピロティとなっており、吹抜け中央部分には星野敦作「地球断面－森のスポット－」というモニュメントが設置されているほか、地域で水害が発生した際には避難者を他地区の避難施設へバス等で輸送する際の集合場所に指定されている。
2011年（平成23年）9月頃より改札天井部に液晶モニターが新設された。これにより従来までは改札を通りホームに降りてからしか確認出来なかった、時刻表や運行情報等が、改札前より確認出来るようになった。以前は改札外に売店「A LoT」が存在したが、2022年（令和4年）8月に閉店以降は駅構内に店舗は存在しない（ATM除く）。

### のりば
| 番線 | 路線     | 方向 | 行先                                                        |
| ---- | -------- | ---- | ----------------------------------------------------------- |
| 1    | 相模原線 | 下り | 橋本方面                                                    |
| 2    | 相模原線 | 上り | 京王多摩センター・調布・明大前・笹塚・新宿・ 都営新宿線方面 |

### 駅構内設備
- エレベーター（各ホーム - 改札階）
- エスカレーター（各ホーム→改札階）
- トイレ（改札内）
- みずほ銀行ATMコーナー（改札外）

### 駅出口
改札外は構造上、地下駅のようになっており、複数の出口が存在する。
- 東口（A1、A2出口）
- 西口（B1、B2、町田街道方面、多摩ニュータウン通り方面出口）

※バス・タクシーロータリーは、B1・B2出口が最寄である。B2出口には2017年（平成29年）4月にエレベーターが新設された。

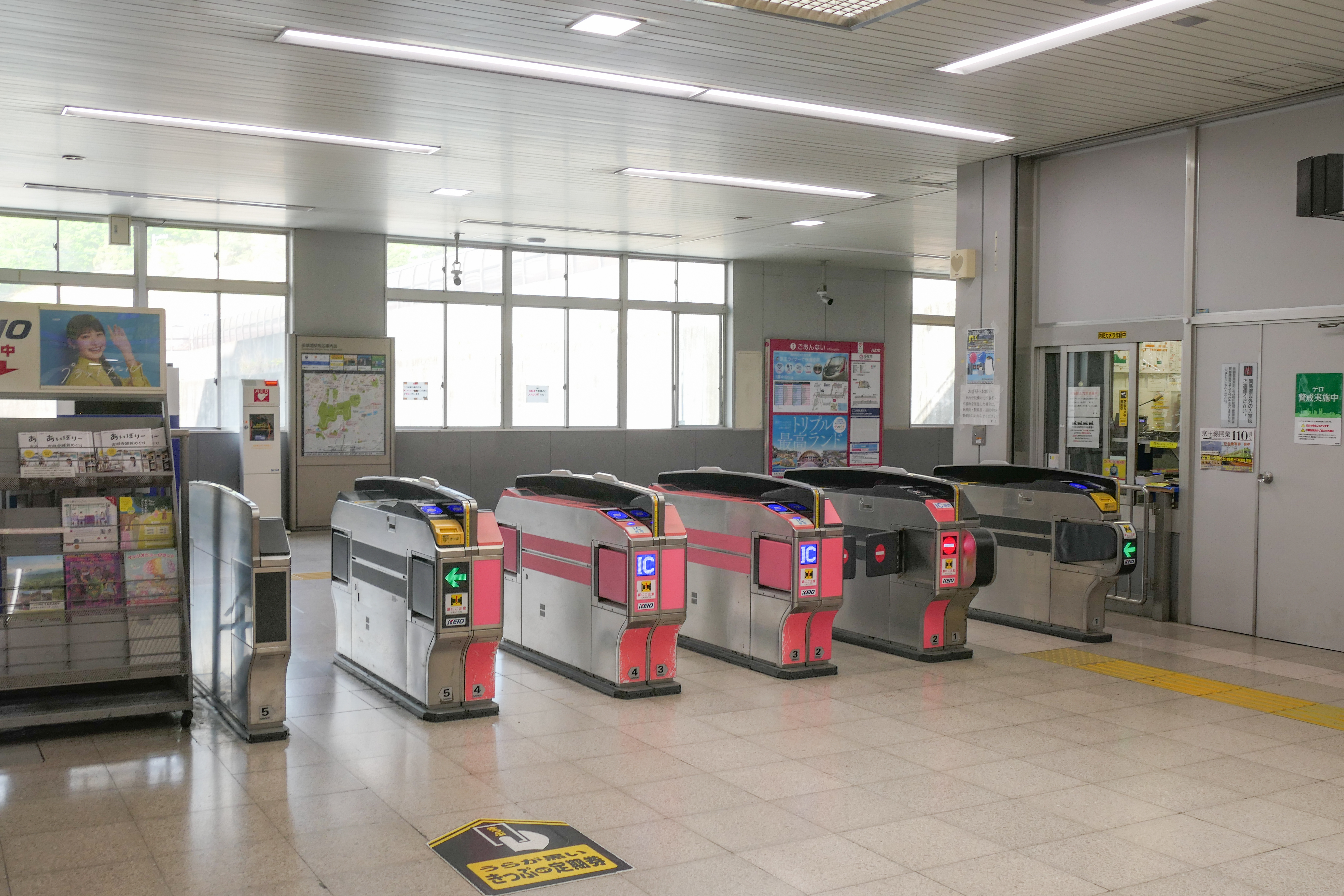
改札口（2023年4月）
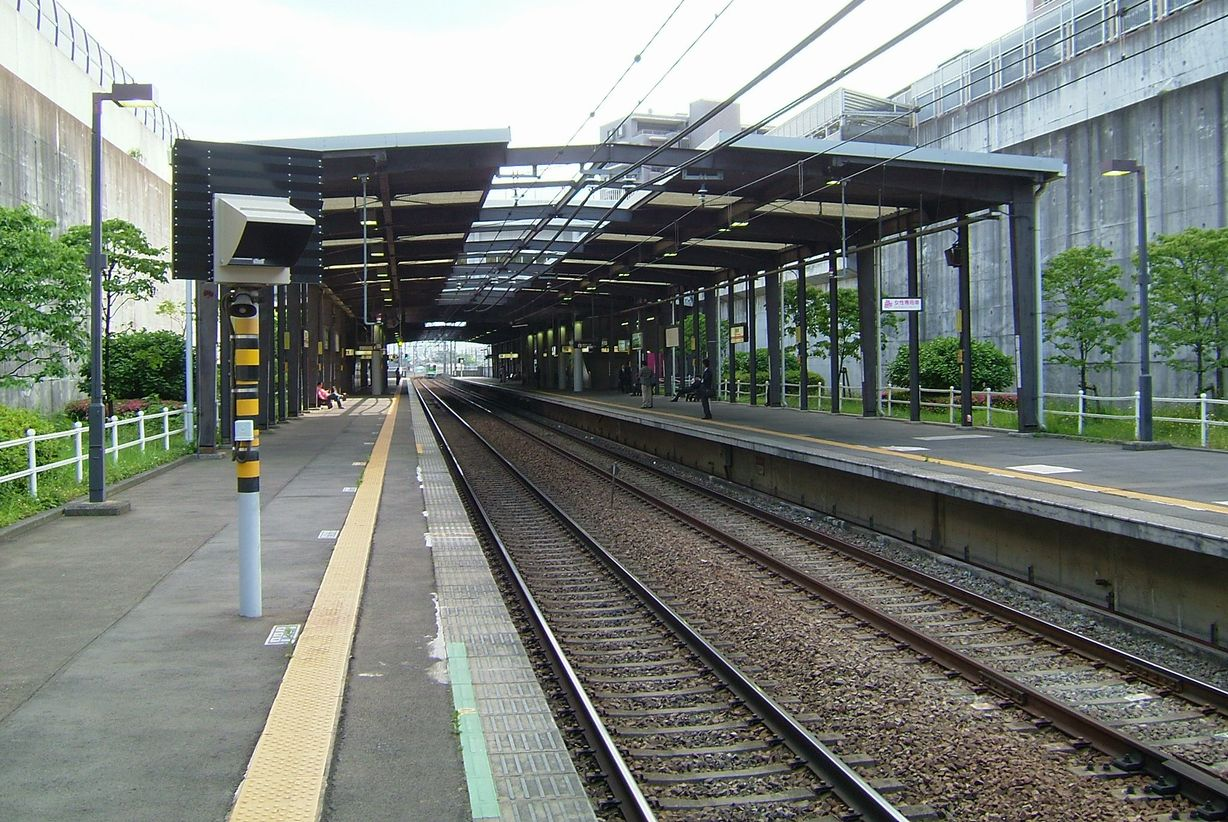
ホーム（2007年5月）
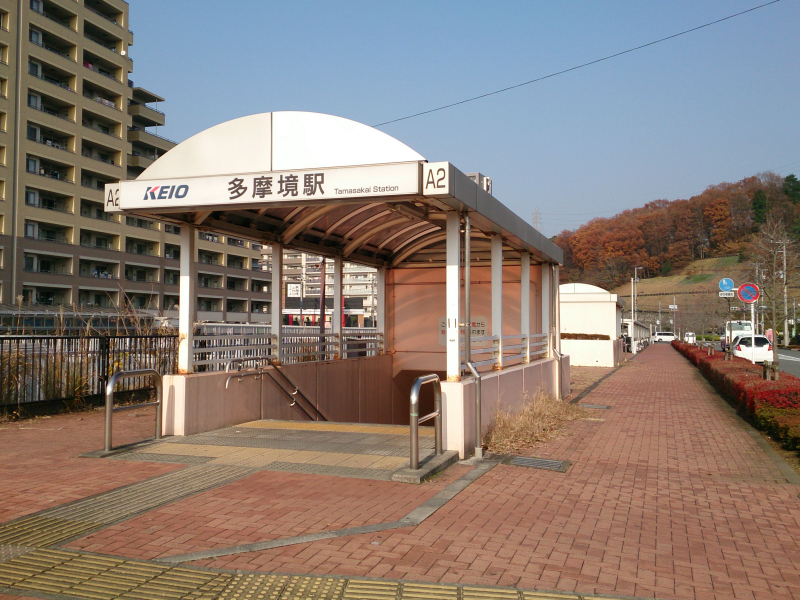
東口･A2出口（2015年12月）
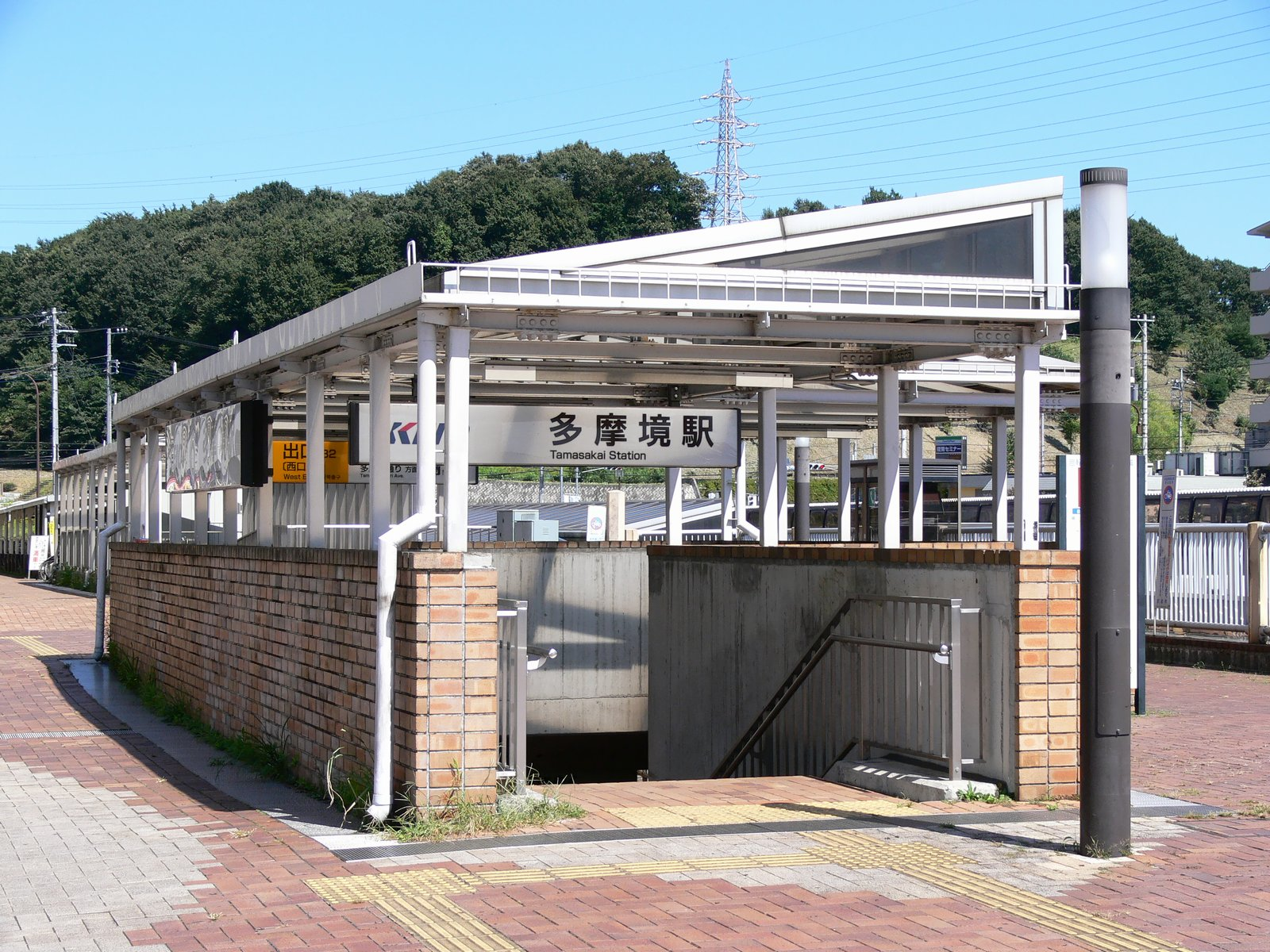
エレベーター新設前の西口・B2出口（2007年9月）
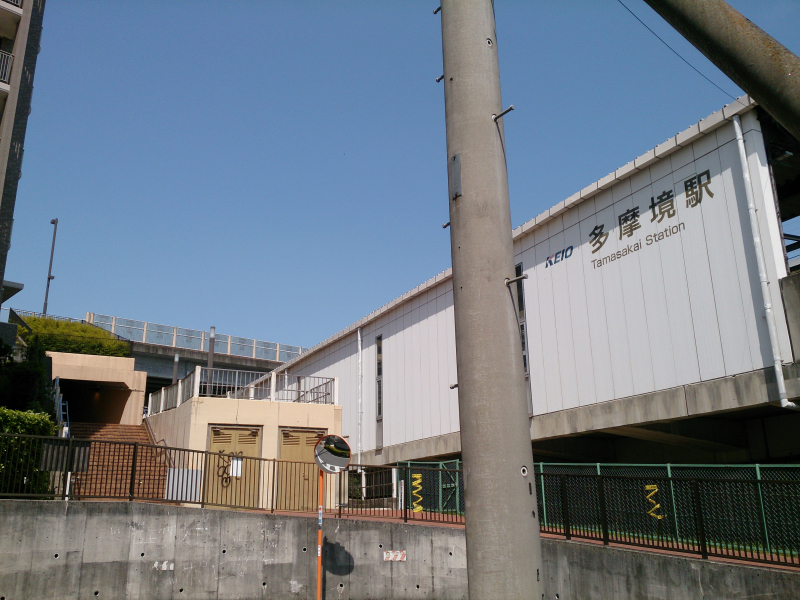
西口・町田街道方面出口（2015年5月）
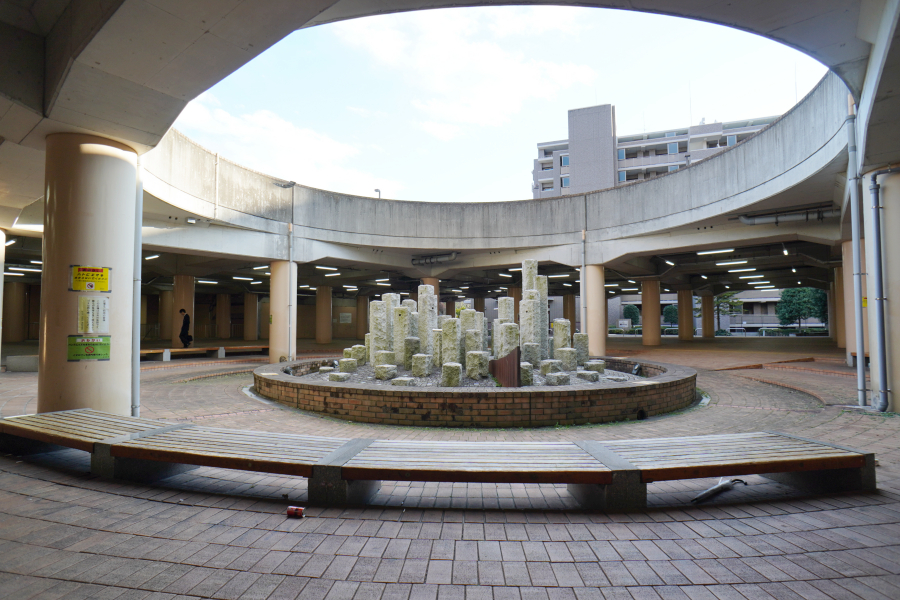
西口ピロティモニュメント「地球断面－森のスポット－」（2020年2月）

## 利用状況
2024年度（令和6年度）の1日平均乗降人員は20,444人である。
開設から毎年利用客が増加しており、開設当時に比べ約10倍の利用者となっている。多摩ニュータウン内の他の駅周辺と比べ、街づくりの開発スタンスが土地区画整理事業のみで大規模団地が少ないことから、沿線の他の駅に比べてゆっくりとした増加傾向を示している。
近年の1日平均乗降・乗車人員の推移は以下の通り。
| 年度               | 1日平均 乗降人員 | 1日平均 乗車人員 | 出典              |
| ------------------ | ---------------- | ---------------- | ----------------- |
| 1991年（平成03年） | 1,560            | 500              | [ 東京都統計 1 ]  |
| 1992年（平成04年） | 2,365            |                  | [ 東京都統計 2 ]  |
| 1993年（平成05年） | 2,947            | 1,140            | [ 東京都統計 3 ]  |
| 1994年（平成06年） | 3,570            | 1,441            | [ 東京都統計 4 ]  |
| 1995年（平成07年） | 3,807            | 1,568            | [ 東京都統計 5 ]  |
| 1996年（平成08年） | 3,927            | 1,668            | [ 東京都統計 6 ]  |
| 1997年（平成09年） | 4,196            | 1,784            | [ 東京都統計 7 ]  |
| 1998年（平成10年） | 4,464            | 2,000            | [ 東京都統計 8 ]  |
| 1999年（平成11年） | 4,919            | 2,230            | [ 東京都統計 9 ]  |
| 2000年（平成12年） | 5,991            | 2,797            | [ 東京都統計 10 ] |
| 2001年（平成13年） | 7,570            | 3,578            | [ 東京都統計 11 ] |
| 2002年（平成14年） | 8,763            | 4,195            | [ 東京都統計 12 ] |
| 2003年（平成15年） | 10,727           | 5,158            | [ 東京都統計 13 ] |
| 2004年（平成16年） | 11,987           | 5,795            | [ 東京都統計 14 ] |
| 2005年（平成17年） | 14,602           | 7,047            | [ 東京都統計 15 ] |
| 2006年（平成18年） | 15,565           | 7,471            | [ 東京都統計 16 ] |
| 2007年（平成19年） | 16,264           | 7,981            | [ 東京都統計 17 ] |
| 2008年（平成20年） | 16,526           | 8,156            | [ 東京都統計 18 ] |
| 2009年（平成21年） | 16,678           | 8,247            | [ 東京都統計 19 ] |
| 2010年（平成22年） | 17,183           | 8,507            | [ 東京都統計 20 ] |
| 2011年（平成23年） | 17,184           | 8,497            | [ 東京都統計 21 ] |
| 2012年（平成24年） | 17,582           | 8,723            | [ 東京都統計 22 ] |
| 2013年（平成25年） | 18,471           | 9,153            | [ 東京都統計 23 ] |
| 2014年（平成26年） | 18,945           | 9,395            | [ 東京都統計 24 ] |
| 2015年（平成27年） | 19,730           | 9,768            | [ 東京都統計 25 ] |
| 2016年（平成28年） | 20,226           | 10,038           | [ 東京都統計 26 ] |
| 2017年（平成29年） | 20,487           | 10,164           | [ 東京都統計 27 ] |
| 2018年（平成30年） | 20,587           | 10,214           | [ 東京都統計 28 ] |
| 2019年（令和元年） | 20,530           | 10,169           | [ 東京都統計 29 ] |
| 2020年（令和02年） | 16,147           | 8,022            | [ 東京都統計 30 ] |
| 2021年（令和03年） | 17,891           | 8,978            | [ 東京都統計 31 ] |
| 2022年（令和04年） | 19,389           |                  |                   |
| 2023年（令和05年） | 20,368           |                  |                   |
| 2024年（令和06年） | 20,444           |                  |                   |

備考
1. ↑  1991年4月6日開業。

## 駅周辺

### 駅前商業施設の整備
周辺は多摩ニュータウンの町田市域唯一の開発区域となっており、「町田グランネットタウン」の名称で東京都主導の土地区画整理事業が行われた。従来からの緑豊かな環境を保全しながら住宅のほか、商業、文化、教育、レクリエーションなどの諸施設がバランスよく立地するよう開発が進んでいる。米国流大規模量販店のコストコや工業団地「まちだテクノパーク」、学校など教育施設を誘致して多角的な開発が行われている。

多摩境駅周辺は、多摩ニュータウンでは最も新しく開発された地域であるが、1991年（平成3年）の駅開業時には駅前には大型模商業施設はなかった。その後、1999年（平成11年）12月にアクロス多摩境が駅西口に開業した。アクロス多摩境は2012年（平成24年）3月までに全テナントが閉店し、施設も解体された。その後は駅前に長らく大型商業施設がなく、特にスーパーマーケットやドラッグストアといった生活に欠かせない店舗が出店せず、コンビニエンスストアがある程度となっていた。
2022年（令和4年）5月12日に京王グループは「中期3カ年経営計画（22-24年度）」を策定。京王沿線での大規模再開発に加え、鉄道駅を核とした拠点開発、沿線のエリアマネジメントなど、魅力的な「まちづくり」に注力する方針を示した。
これに基づき、京王電鉄は「多摩境駅前開発計画」を発表し、旧アクロス多摩境とは反対側の駅東口の空き地（小山ヶ丘3丁目22）で、地上5階建ての複合商業施設の建設に2023年（令和5年）6月から着手し、同年12月6日に倉庫機能を備えた複合商業施設として「京王多摩境駅前ビル」がオープン、京王ストアやスギ薬局などが出店した。翌2024年（令和6年）1月には富澤商店が同施設に本社・倉庫を移転した。富澤商店は店舗を出店していないものの京王ストアの中に人気商品のみを取り揃えたコーナーを設置している。
駅周辺の商業施設

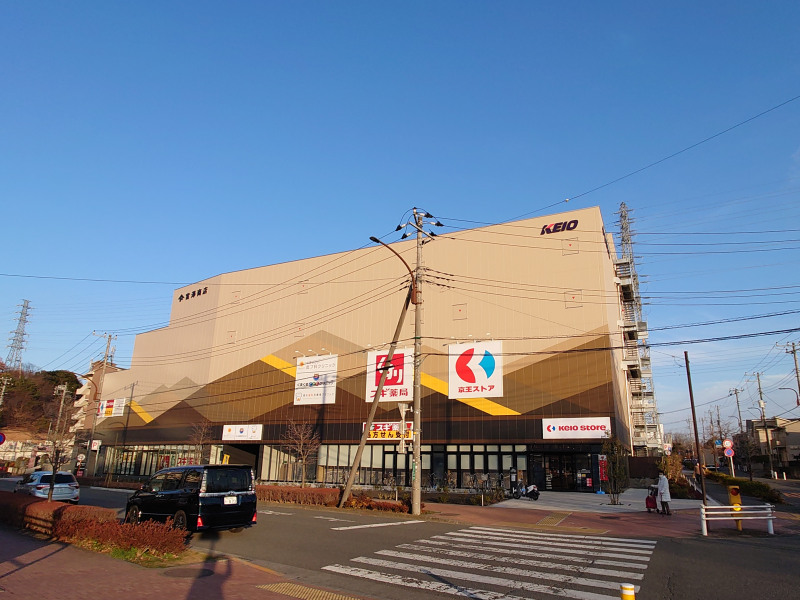
京王多摩境駅前ビル
（2023年12月6日開業）

- 京王多摩境駅前ビル：2023年（令和5年）12月6日開業。
  - 京王ストア 多摩境店
  - スギ薬局 多摩境駅前店
- コピオ多摩境：2005年（平成17年）7月開業。
  - スーパーアルプス 多摩境店：アクロス多摩境より移転。
  - スギ薬局 コピオ多摩境店
- MrMax 町田多摩境ショッピングセンター：2007年（平成19年）7月19日開業。
  - MrMax町田多摩境：東京都内1号店。
- 西松屋 町田多摩境店：アクロス多摩境跡地の一部。
- コストコ 多摩境倉庫店
- カインズ 町田多摩境店（本館・資材館PRO）
- トイザらス・ベビーザらス 町田多摩境店

### その他の施設
公園
- 小山内裏公園
- 小山多摩境公園
- 小山白山公園
- 小山上沼公園
- 三ツ目山公園
- 小山片所谷戸緑地

学校
- 町田市立小山小学校
- 町田市立小山ヶ丘小学校
- 町田市立小山中央小学校
- 町田市立小山中学校
- サレジオ工業高等専門学校

公共施設
- 町田西郵便局
- 町田市子どもセンターぱお分館 WAAAO（わーお）：高層マンション「ゲートヒルズ多摩境パークフロント」3F。アクロス多摩境の跡地の一部に建設。
- 町田市小山市民センター
- 町田市子どもクラブさん

その他
- 石橋財団アートリサーチセンター
- 田端遺跡
- 札次神社

## バス路線
当駅を発着する一般路線バスは神奈川中央交通が運行している。また京王バスが深夜急行バスを運行しているが、全て降車扱いのみで当駅での乗車は出来ない。
駅開業当初は、駅舎南側に暫定バス乗り場を設置（当時は町60系統のみ）していたが、1997年5月に現在の西口ロータリーが整備され、バス乗り場が全面移転した。
神奈川中央交通
| 1番のりば |              |                               |
| 橋76      |              | 神奈中多摩車庫行              |
| 町60      | 市民病院前   | 町田バスセンター行 （朝のみ） |
| 町60      | 市民病院前   | 町田ターミナル行              |
| 2番のりば |              |                               |
| 橋73 橋76 | 三ツ目山公園 | 橋本駅北口行                  |
| 町60      | 田端・堂の前 | 橋本駅北口行                  |

- 橋73系統は土休日のみ運行で、当停留所始発である。
- 町60系統は1時間に1本のみ運行されるが、当停留所を経由しない町30系統利用も可能。最寄「坂本橋」バス停より当駅西口迄、徒歩8～9分程度。
- この他に神奈川中央交通が周辺企業と契約して、駅と企業間を往復する従業員専用無料送迎バスがバスロータリー内で乗降を行う。

京王バス
下記の路線が乗り入れているが、平日深夜のみ運行で当停留所では乗車出来ない。2011年（平成23年）5月9日より乗入開始。
- NT01系統：多摩センター駅発 → 橋本駅行き
- 深夜急行バス：新宿駅西口発 → 橋本駅行き

新型コロナウイルス感染症対策の影響で、2020年（令和2年）4月13日より全便運休となっている。

## 隣の駅
京王電鉄
 相模原線
■特急・■急行
通過
■区間急行・■快速・■各駅停車
南大沢駅 (KO43) - 多摩境駅 (KO44) - 橋本駅 (KO45)